# Valva
Valva község (comune) Olaszország Campania régiójában, Salerno megyében.

## Fekvése
A Sele folyó völgyében fekszik a Monte delle Rose (1372 m) és a Monte Marzano (1524 m) között. Határai: Calabritto, Caposele, Colliano, Laviano, Oliveto Citra és Senerchia.

## Története
Az ókori Valvát a rómaiak alapították. A népvándorlások során elpusztult, lakosai néhány kilométerrel távolabb újjáépítették a városukat. Az egykori római település romjai (Valva Vecchia) napjainkban is láthatók. 

## Népessége
A népesség számának alakulása:

## Főbb látnivalói
- San Giacomo Apostolo-templom
- Sant’Antonio-kápolna
- Madonna degli Angeli-kápolna'